# Nasycen
Nasycen je čtyřčlenná pražská rocková skupina. Autorem hudby a textů jsou zpěvák a klávesista Raven a kytarista Zdeněk Divoký. Na baskytaru hraje spoluzakladatel kapely Ilja Kučera ml., na bicí rovněž člen původní sestavy Pavel Ivanovský. Kapela původně působila na přelomu 80. a 90. let, kdy vydala své debutové album Provazochodci (1990), na scénu se v nové podobě vrátila po dvacetileté pauze na podzim 2011 a v listopadu 2013 vydává eponymní album Nasycen. V roce 2018 střídá Pavla Ivanovského za bicími Janek Ķubánek. Na jaře 2019 kapela vydává album nazvané Ráno.

## Historie

### 1986-7
Bratři Kučerovi, Vladimír (v té době pianista skupiny Krausberry) a Ilja (v té době baskytarista hardrockového Hubertusu) jamují na domácích večírcích Vladimírovy folkové a folkrockové písně. Skladeb přibývá, a tak se rodí nápad zužitkovat materiál pro novou kapelu. 1987 – Vladimír po odchodu z Krausberry zakládá zpočátku folkrockově laděný Nasycen. Vedle bratra Ilji (bg) v prvotní sestavě působí bubeník Luděk Horký (později ho nahradil Aleš Hes), kytarista Jiří Urubek a houslista Jan Ferenc. Na prvních nahrávkách hostují rovněž pianista Vladimír Halama a bubeník Jiří Frýd (oba Hubertus) a klávesista Petr Kučera (Oceán). Nasycen začíná koncertovat po pražských klubech. Do kapely přichází druhý klávesista Vladimír Línek, který přispívá do repertoáru i svými skladbami. Kapela natáčí v pražských studiích další demosnímky.

### 1988
Nový repertoár Nasycenu se postupně posouvá od folkrocku blíž ke kytarovému novoromantismu a alternativě. Je znát určitý vliv U2, Simple Minds nebo Petera Gabriela. V aranžmá skladeb se objevuje pro tuto dobu charakteristické využití počítačů, které vnáší do soundu jisté prvky elektroniky. Dochází ke změnám na postu bubeníka. Na bicí hraje několik měsíců Pavel Hájek (pozdější moderátor Dr. Buben), kterého po prázdninách nahrazuje Jiří Frýd zvaný Fugas. Na jednoroční vojenskou službu odchází houslista Jan Ferenc, místo něho přijímá Nasycen saxofonistu Richarda Slacha a definitivně se tak vzdaluje od někdejšího folkrockového soundu. Koncem roku Nasycen společně se skupinou Sluníčko vítězí v pražském finále soutěže Rockfest.

### 1989
Nasycen dokončuje další studiové nahrávky a vydává oficiální demokazetu Provazochodci. Bezprostředně před odjezdem na společnou koncertní šňůru s kapelou Tichá dohoda odchází Jiří Frýd a Nasycen absolvuje koncerty s automatickým bubeníkem. Sestavu doplňuje bubeník Pavel Ivanovský. V říjnu koncertuje Nasycen před vyprodaným sálem velké Lucerny společně s Tichou dohodou a Ivanem Hlasem. V narůstající atmosféře uvolnění odjíždí na přelomu října a listopadu koncertovat do Ruska a bezprostředně po návratu absolvuje několik společných vystoupení s německou kapelou Kirsche und Co.

### 1990
Nasycen se rozchází s kytaristou Jiřím Urubkem, na jehož místě zaskakuje krátce Dan Šustr. Zjara přichází do Nasycenu kytarista Leon Skucius, skupina s ním ve studiu Petra Kocfeldy dokončuje další nahrávky a intenzivně koncertuje v českých klubech a na rodících se festivalech. V červnu vychází na etiketě BestiA debutové album Provazochodci. V průběhu léta skupinu opouštějí Pavel Ivanovský, Richard Slach a Leon Skucius. Na jejich místa přicházejí kytarista Jiří Kovář a bubeník Viktor Barza, kteří účinkují i na koncertním křtu alba Provazochodci v září na pražském Staroměstském náměstí. Tam vzniká také filmový záznam koncertu, který však kvůli technickým závadám na zvukové stopě není nikdy zveřejněn.
Kapela ještě krátce koncertuje v nové sestavě a před koncem roku se rozchází. Vladimír Kučera se pod pseudonymem Raven vydává na sólovou dráhu, Ilja Kučera ml. působí v jihočeské alternativně rockové kapele LeDen, Vladimír Línek se stává členem MCH Band Mikoláše Chadimy, Jiří Kovář se věnuje jazzu, vystupuje se Sestrami Havelkovými a nadále spolupracuje s Ravenem, Viktor Barza natáčí první album s Monikou Načevou.

### 2011
Kapela zjara začíná zkoušet v sestavě Raven, I.Kučera ml., P. Ivanovský a poté co nedojde k obnovení spolupráce s L. Skuciem, přijímá na základě inzerátu Z. Divokého. V průběhu léta a podzimu připravuje vybrané skladby z repertoáru Nasycenu i z Ravenových sólových alb v nových aranžmá a chystá se je zaznamenat na comebackové EP. Poprvé se po svém návratu představí Nasycen veřejnosti na charitativním festivalu Rock pro Bongo v Týně nad Vltavou 12. listopadu. V polovině prosince natáčí Pavel Ivanovský ve Slapech bicí k chystanému comebackovému EP a nahrávání pak pokračuje na konci ledna v pražském studiu Atelier.

### 2012
Nasycen dokončuje comebackové EP se skladbami Skryj mě, Být slepý, Sítě, Stejně neujdeš. Písně se během jara začínají objevovat v rozhlasovém vysílání. Kapela současně začíná vystupovat v klubech v Čechách a na Moravě a navštíví i několik festivalů jako Zadarmofest (Praha) Mezi mosty (Písek) Trnkobraní ( Vizovice). K repertoáru sestavenému prozatím ze starších skladeb Nasycenu a Ravenových písní v novém aranžmá přibývají po letním soustředění ve Zlíně čerstvé novinky.
8. listopadu vydává Raven sólové album Košile. Na koncertních křtech v severních a jižních Čechách a v Praze hostují Z. Divoký a I. Kučera ml.

### 2013
Od počátku roku Nasycen pravidelně koncertuje na klubových a posléze festivalových pódiích po celé republice a současně pracuje na materiálu na chystané album.
červenec – vrcholí přípravy nového alba intenzivním zkoušením ve Zlíně a na Slapech.
srpen – 25. 8. začíná kapela natáčet v klatovském studiu ExAvik se zvukovým režisérem Pavlem „Ponťákem“ Bromem rytmiku na novou desku.
září, říjen – nahrávání se přesouvá do studií Atelier (Praha) a Jiný břeh (Slapy).
listopad – v pondělí 25. 11. oficiálně vychází nové eponymní album „Nasycen“, které v pražské Malostranské besedě křtí písničkář Ivan Hlas. Turné křestních koncertů už ale odstartovalo 22. 11. v Týně nad Vltavou a vede přes Sedlčany, Prahu, České Budějovice a Zlín do Brna, kde vrcholí v sobotu 30. 11. Novinky z čerstvého alba se současně začínají objevovat ve vysílání rozhlasových stanic.
Po intenzivním podzimu si Nasycen dopřává zimní prázdniny.

### 2014
Kapela vybírá píseň k natočení prvního klipu z nového alba.

## Biografie členů

### Raven
(zpěv, klávesové nástroje, akordeon, programming) (8.8.1966 Praha)
Vztah k hudbě ve Vladimírovi probudila matka, která velmi slušně a ráda hrála na klavír, ke slovnímu vyjádření literárně činný otec. Od sedmi let navštěvoval Vladimír hodiny klavíru u prof. Evy Balcarové. Od jedenácti hrál jako samouk na kytaru a začal skládat i první písničky. Poprvé živě vystoupil jako ani ne dvanáctiletý na soutěži Talent 1978 s gymnaziální kapelou svého bratra. Jako teenager hrál střídavě na kytaru a elektrické piáno ve vršovických garážových kapelách Generace a Paradox, od patnácti už vystupoval jako písničkář s vlastním folkovým repertoárem. V sedmnácti krátce hrál s jihočeskou hardrockovou kapelou Hubertus, v čemž mu nadále zabránila blížící se maturita, ovšem na rok se k této spolupráci vrátil ještě v roce 1988. V letech 1986-7 byl pianistou skupiny Krausberry, s níž se také poprvé objevil na oficiální malé desce. Po odchodu z Krausberry založil v roce 1987 Nasycen, který vedl a jako takřka výhradní autor zásoboval repertoárem do rozpadu kapely na sklonku roku 1990. V té době přijal pseudonym Raven a o rok později sólově debutoval prvním albem Bubny a píšťaly. Do současnosti má na svém kontě pět sólových alb a šesté právě dokončuje. Svými písněmi přispěl také na řadu samplerů, jako host se podílel na desítkách nahrávek nejrůznějších interpretů. Pro zpěvačku Báru Basikovou napsal úspěšnou baladu Kristiáne vstávej. Při studiové práci je také hodně vyhledáván jako aranžér a producent. V letech 2005-2010 byl členem skupiny Neřež, s kterou vydal album Slavná věc. V roce 2011 byl jedním z iniciátorů comebacku skupiny Nasycen. Vladimír byl v teenagerovském věku především ovlivněn klasickou hardrockovou muzikou na straně jedné a českým folkem jako Nohavica, Plíhal, Kryl či Merta na straně druhé. Postupně se do popředí jeho posluchačského zájmu začaly dostávat osobnosti jako Peter Gabriel, Sting, či kapely jako U2, Simple Minds, Pink Floyd, což přerostlo ve velmi široký záběr od vážné hudby přes world music až k hudbě vysloveně etnické. Při živých vystoupeních Nasycenu Raven hraje především na klávesy a syntezátory Nord Stage3, Korg Kronos s dechovým controllerem pro ovládání virtuálních dechových nástrojů a akordeon Hohner z roku 1920.

### Zdeněk Divoký
(kytary, zpěv) (28.5.1986 Praha)
Coby syn hráče na lesní roh v České filharmonii navštěvoval Zdeněk už od šesti let hodiny klavíru v LŠU. S nimiž zhruba po třech letech skončil. Jako samouk pak hrál až do šestnácti na klávesové nástroje, které vyměnil za kytaru. S první kapelou Apropos v sedmnácti letech okusil blues a rock, po ní následoval progresivně rockový Symbol. Současně vstupuje do grungeové kapely Teen Movie, hrající převážně coververze americké skupiny Hole, se kterou nahrává studiové demo. Po jazz and fusion formaci Undergroove se na počátku léta 2011 stává kytaristou krátkodobě působící crossoverové kapely Scratch se zpěvačkou Adrianou Pítrovou. V téže době vstupuje rovněž do řad skupiny Nasycen. Od vážné hudby a FM popu se Zdeněk postupně proposlouchal přes Metallicu, Limp Bizkit či Pražský výběr k progresivně rockovým kapelám jako Pain of Salvation či Dream Theater, u kterých ale jeho hudební objevování zdaleka nekončí. V Nasycenu hraje Zdeněk především na zakázkově stavěnou elektrickou kytaru od Jiřího Mázla a používá aparaturu Engl a Mesa Boogie.

### Ilja Kučera ml
(basová kytara) (23.6.1962 Praha)
Vyšel ze stejného, hudebně-slovesného rodinného prostředí jako bratr Vladimír a stejně jako on navštěvoval od šesti let hodiny klavíru u prof. Evy Balcarové. Ovšem s naprosto mizivým úspěchem. Jako samouk začal ve čtrnácti hrát na kytaru, v šestnácti pak na baskytaru. Po působení v gymnaziální kapele Hercules a několika garážových vršovických formací se stal v roce 1982 spoluzakladatelem jihočesko-pražské rockové skupiny Hubertus, z níž v roce 1990 vznikla alternativně-rocková formace LeDen. Po zániku skupiny LeDen a krátkodobém comebacku Hubertusu počátkem 90. let, ukončil aktivní hudební činnost, věnoval se výhradně hudební publicistice, novinářské a literární práci. V průběhu posledních let se příležitostně objevil na několika charitativních koncertech a natočil jako host basové party na debutové album pražské folkrockové skupiny Tichá Šárka. K hudbě se naplno vrátil až s comebackem Nasycenu. Jako posluchač vyrostl Ilja na klasickém hardrocku 70. let od něhož se přes kapely jako Jethro Tull, Rush a osobnosti typu Petera Gabriela a Stinga dobral k velmi širokému hudebnímu spektru, které ho teď zajímá a do kterého se vejde hudba od folklóru, jazzu a klasiky po progresivní rock a alternativu. V Nasycenu hraje na baskytaru Aria a používá aparaturu Gallien Krueger a MarkBass.

### Janek Kubánek
(bicí) (14. 8. 1971 Karlovy Vary)
Po nesplněných snech rodičů, které vedly přes několik lekcí violoncella a čtyřleté martyrium za pianinem, okusil první slasti rytmu za zlatými Amátkami – soupravou svého strýce Františka. První opravdovou kapelou byl na konci 80. let liberecký hard rockový Krakonosh. V úvodu devadesátých let působil v ambiciózní kapele Horrocks, která se věnovala technicky náročnému speed/thrash/metalu. V roce 1996 stojí u zrodu jablonecko-liberecké kapely Hush, se kterou nahrál několik EP a 6 alb a působí v ní dodnes. Bubnuje i v řadě dalších projektů – např. dylanovsky střiženém Hulapopu, ve folk-rockovém triu Markéty Nikendey. Rád si dopřeje i netradiční záskok za bicími (Těla, Lunetic). Celý život poslouchá a miluje široké spektrum muziky, vždy ale nejvíce tíhnul k rocku. Obdivuje také skandinávský jazz, má rád barokní klasiku a především prog rock. V kapele jediný přespolní – Liberečák. Členem kapely Nasycen se stává po odchodu Pavla Ivanovského na sklonku roku 2018. Hraje na bicí značky Sakae, činely Paiste, paličky z dílny Pellwood.

## Diskografie

### Provazochodci (1990)
| 01 | China                                | 5:20 |
| 02 | Být slepý                            | 4:29 |
| 03 | Marie                                | 3:48 |
| 04 | Skryj mě                             | 4:01 |
| 05 | Ranní rozcvička                      | 5:48 |
| 06 | Provazochodci                        | 3:45 |
| 07 | O dracích a jiných příšerných věcech | 3:54 |
| 08 | Výlet                                | 4:32 |
| 09 | Tančíš                               | 5:39 |
| 10 | Já bych ti na pomoc                  | 3:30 |

### EP (2012)
| 01 | Skryj mě       | 4:30 |
| 02 | Být slepý      | 4:52 |
| 03 | Sítě           | 3:56 |
| 04 | Stejně neujdeš | 4:43 |

### Nasycen (2013)
| 01 | Peřiny                   | 4:34 |
| 02 | Kruh                     | 4:45 |
| 03 | Co to je                 | 4:21 |
| 04 | Sítě                     | 3:53 |
| 05 | Všechny ty krámy         | 4:18 |
| 06 | Tra la la                | 4:09 |
| 07 | Počítám na prstech prsty | 3:11 |
| 08 | Vendeta                  | 5:07 |
| 09 | Palčivý valčík           | 3:01 |
| 10 | Být slepý                | 4:52 |
| 11 | Robot                    | 4:09 |
| 12 | Svatohorské zvony        | 5:17 |

### Ráno (2019)
| 01 | Ráno, ráno, ráno       |  |
| 02 | Záhady                 |  |
| 03 | Stejně neujdeš         |  |
| 04 | Pařížanka              |  |
| 05 | Nenašel jsem nic       |  |
| 06 | Už tu nedělám          |  |
| 07 | Všechno zlý je za námi |  |
| 08 | Nalít                  |  |
| 09 | Kosmický blues         |  |
| 10 | Noc končí ranou        |  |
| 11 | Kandelábr              |  |
| 12 | Vracím se na začátek   |  |